# ایگور مورادیان
ایگور مورادیان (ارمنی: Իգոր Մուրադյան؛ زادهٔ ۲۹ آوریل ۱۹۵۷ - درگذشته ۱۷ ژوئن ۲۰۱۸) یک کنشگر سیاسی و کارشناس علوم سیاسی اهل ارمنستان و از اعضای و رهبران کمیته قره‌باغ بود..

## زندگی‌نامه
وی در اودسا به دنیا آمد و در باکو بزرگ شد. وی از دانشگاه اقتصاد پلخانف مسکو فارغ‌التحصیل گشت. وی در ۱۷ ژوئین ۲۰۱۸ در سن ۶۱ سالگی در ایروان درگذشت.